# Woestijngekko
De woestijngekko (Pachydactylus rangei) is een hagedis die behoort tot de gekko's en de familie Gekkonidae.

## Naam en indeling
De wetenschappelijke naam van de soort werd voor het eerst voorgesteld door Lars Gabriel Andersson in 1908. Oorspronkelijk werd de naam Palmatogecko rangei gebruikt en in de literatuur duikt deze verouderde naam vaak op. De soortaanduiding rangei  is een eerbetoon aan P. Range, die het holotype verzamelde.
De naam woestijngekko wordt ook wel gebruikt voor de gebandeerde gekko (Coleonyx variegatus).

## Uiterlijke kenmerken
De woestijngekko wordt maximaal 7,5 centimeter lang exclusief de staart die iets korter is dan het lichaam. De gekko heeft meestal een roze-witte kleur en een doorschijnende huid. De kleur kan variëren van lichtbruin tot zwart, afhankelijk van de ondergrond waarop de hagedis leeft. Een echte tekening ontbreekt; de juvenielen hebben meestal wel bruine dwarsbanden of een lichte nettekening. Opvallend is dat de kleurovergang van de rug naar de altijd spierwitte buik erg scherp is.
De ogen zijn relatief groot, de pupil heeft een verticale vorm. De staart is typisch hagedisachtig (rolrond) en niet afplat, erg lang of juist zeer kort. Vanwege de vele bizarre staartvormen bij de Afrikaanse gekko's is deze soort met de cilindrische staart eerder een uitzondering.
De woestijngekko is makkelijk te herkennen aan de zwemvlies-achtige vergroeiingen tussen de tenen, die Engelsen noemen deze soort webvoetgekko. Deze huidflappen dienen als een soort sneeuwschoenen, waarmee de gekko over het zand kan rennen en beter kan graven. Deze soort heeft geen zichtbare lamellae, maar omdat hij niet vaak klimt en meestal over de bodem rent heeft de gekko daar weinig aan.

## Levenswijze
Het voedsel bestaat voornamelijk uit insecten en andere kleine dieren zoals spinnen. Tijdens het zoeken naar voedsel wordt het lichaam omhoog geheven wat een opvallend gezicht is. De gekko is in staat om vocht uit de lucht op te nemen door de huid.
De vrouwtjes zetten twee eieren per legsel af, deze worden in een zelf gegraven holletje gedeponeerd. De eieren hebben een harde kalkschaal, ze komen na ongeveer drie maanden uit.

## Verspreiding en habitat
De soort komt voornamelijk voor in de droge Namibwoestijn in zuidwestelijk Afrika en leeft in de landen Zuid-Afrika, Angola, en Namibië. De habitat bestaat uit hete woestijnen en zandduinen langs de kust. De soort is aangetroffen van zeeniveau tot op een hoogte van ongeveer 400 meter boven zeeniveau.

## Beschermingsstatus
Door de internationale natuurbeschermingsorganisatie IUCN is de beschermingsstatus 'veilig' toegewezen (Least Concern of LC).